# Наленчув (гміна)
Гміна Наленчув (пол. Gmina Nałęczów) — місько-сільська гміна у східній Польщі. Належить до Пулавського повіту Люблінського воєводства.
Станом на 31 грудня 2011 у гміні проживало 9328 осіб.

## Площа
Згідно з даними за 2007 рік площа гміни становила 62.86 км², у тому числі:
- орні землі: 82.00%
- ліси: 7.00%

Таким чином, площа гміни становить 6.74% площі повіту.

## Населення
Станом на 31 грудня 2011:
| Опис     | Загалом | Загалом | Чоловіки | Чоловіки | Жінки | Жінки |
| -------- | ------- | ------- | -------- | -------- | ----- | ----- |
| одиниця  | осіб    | %       | осіб     | %        | осіб  | %     |
| все      | 9328    | 100     | 4372     | 46.87    | 4956  | 53.13 |
| міське   | 4075    | 100     | 1871     | 45.91    | 2204  | 54.09 |
| сільське | 5253    | 100     | 2501     | 47.61    | 2752  | 52.39 |

## Сусідні гміни
Гміна Наленчув межує з такими гмінами: Войцехув, Вонвольниця, Ґарбув, Курув, Маркушув, Ясткув.